# Proboloides holmesi
Proboloides holmesi är en kräftdjursart som beskrevs av Edward Lloyd Bousfield 1973. Proboloides holmesi ingår i släktet Proboloides och familjen Stenothoidae. Inga underarter finns listade i Catalogue of Life.